# Marina Berlusconi
Maria Elvira Berlusconi (Milão, 10 de agosto de 1966), conhecida como Marina, é uma empresária e gestora de negócios italiana, presidente da Fininvest e do grupo Arnoldo Mondadori Editore. É membro do Conselho de Administração da Mediaset SpA de outubro de 2008 a abril de 2012 fez parte do Conselho de Administração do Mediobanca. No passado também fez parte dos conselhos de administração da Medusa Film e Mediolanum.

## Biografia
Filha mais velha de Silvio Berlusconi (1936 - 2023) e de sua primeira esposa Carla Dall'Oglio (1940), é irmã biológica de Pier Silvio e meia-irmã de Barbara, Eleonora e Luigi Berlusconi, filhos de Silvio e sua segunda esposa. Verônica Lário. Depois de terminar o liceu clássico do Instituto "Leone Dehon" de Monza, começou a frequentar primeiro a Faculdade de Direito e depois a de Ciência Política, ambas abandonadas no primeiro ano, sem se formar. Em 1996 tornou-se vice-presidente da Fininvest, cargo que ocupou até outubro de 2005, quando assumiu a função de presidente da holding. Desde 2003, substituindo o falecido Leonardo Mondadori, está à frente da editora Arnoldo Mondadori.
No ranking das mulheres mais poderosas do mundo da Forbes de 2010 ficou em 48º lugar, sendo a única italiana no ranking (onde estava presente desde 2004). Novamente segundo a Forbes, em 2008 ela ocupava a nona posição na lista das herdeiras mais ricas do mundo, com uma herança de 9 bilhões e 400 milhões de dólares. Desde 2001 está também presente no ranking da revista norte-americana Fortune das 50 mulheres mais influentes na comunidade económica internacional. Em 2013, em 2016 e em 2018 a revista norte-americana The Hollywood Reportercoloca Marina Berlusconi na lista das 20 mulheres mais influentes no setor da mídia e da TV.
Desde junho de 2013, começaram a circular na imprensa rumores de que ela estava prestes a entrar na política seguindo as convicções de Silvio Berlusconi, numa espécie de transição dinástica que a levaria a suceder ao seu pai no controle do Popolo della Libertà (PDL) ou de um outro formação política que deveria substituir o PDL. Os rumores, porém não inéditos, repetiram-se em outubro de 2013, apesar de já terem sido oficialmente desmentidos pelo seu porta-voz em 26 de junho e pela própria interessada que, em 13 de agosto de 2013, através de nota oficial, reiterou a sua "não" categórico a qualquer compromisso no campo político, hipótese que ela definiu como“uma intenção que nunca tive e que não tenho”. Os mesmos rumores foram repetidos em julho de 2017. E mais uma vez ela negou: “Penso que a liderança na política não pode ser transmitida por investidura ou sucessão dinástica.

## Vida privada
Em 13 de dezembro de 2008 casou-se com Maurizio Vanadia, bailarino principal do Corpo de Ballet do Teatro alla Scala, com quem já teve dois filhos: Gabriele, nascido em 28 de dezembro de 2002, e Silvio, nascido em 29 de setembro de 2004 (que portanto compartilha ambos os nomes e faz aniversário com o avô materno).

## Processos judiciais
Juntamente com seu irmão Pier Silvio Berlusconi, ela foi registrada como suspeita no julgamento de venda de direitos televisivos sob a acusação de lavagem de dinheiro. Seus cargos foram removidos e posteriormente arquivados, a pedido do Ministério Público, pelo juiz para audiência preliminar em novembro de 2006.